# Мадагаскар на Светском првенству у атлетици на отвореном 2011.
Мадагаскар је учествовала на Светском првенству у атлетици на отвореном 2011. одржаном у Тегу од 27-1. септембра. Репрезентацију Мадагаскара представљала је једна атлертичарка која се такмичила у трчању на 400 метара са препонама. , 
На овом првенству Мадагаскар није освојио ниједну медаљу. Постигнут је један лични рекорд.

## Резултати

### Жене
| Атлетичар                    | Дисциплина    | Лични рекорд | Група    | Група     | Полуфинале            | Полуфинале            | Финале                | Финале  | Детаљи |
| Атлетичар                    | Дисциплина    | Лични рекорд | Резултат | Место     | Резултат              | Место                 | Резултат              | Место   | Детаљи |
| ---------------------------- | ------------- | ------------ | -------- | --------- | --------------------- | --------------------- | --------------------- | ------- | ------ |
| Hanitrasoa Olga Razanamalala | 400 м препоне | 57,51        | 57,25 ЛР | 7 у гр. 2 | Није се квалификовала | Није се квалификовала | Није се квалификовала | 30 / 38 |        |

Легенда: НР = национални рекорд, ЛР= лични рекорд, РС = Рекорд сезоне (најбољи резултат у сезони до почетка првества), КВ = квалификован (испунио норму), кв = квалификова (према резултату)